# Pčelić
Pčelić falu Horvátországban Verőce-Drávamente megyében. Közigazgatásilag Suhopoljéhoz tartozik.

## Fekvése
Verőce központjától légvonalban 12, közúton 14 km-re délkeletre, községközpontjától légvonalban 3, közúton 5 km-re délkeletre, Nyugat-Szlavóniában, a Bilo-hegység előterében és annak északi lejtőin, Borova és Budanica között fekszik.

## Története
A régészeti leletek tanúsága szerint Pčelić területén már a kőkorszakban is éltek emberek. A település déli részén a régi, elhagyott téglagyár közelében fekvő Dakino brdo régészeti lelőhely a közelében fekvő Medakuša lelőhellyel és a szomszédos Pepelana területén fekvő lelőhellyel együtt rejti három kőkorszaki településnek a maradványait. Az itt előkerült kőkorszaki és újkőkori cseréptöredékek, kőszekercék, különféle kisméretű kőszerszámok, őrlőkövek és más, a földműveléshez használt eszközök töredékei az egész Szlavónia területén egyedülálló, kőkorszaki településláncolaton élt emberek mindennapjairól mesélnek.
A mai települést a 17. században Hercegovinából, Montenegróból és Kelet-Boszniából betelepült pravoszláv szerbek alapították. A 19. században és a 20. század elején nyugatról horvát, majd magyar lakosság is települt be melléjük. Neve a „pčela” (méh) főnévből származik.
A települést az első katonai felmérés térképén „Dorf Cselich” néven találjuk. Lipszky János 1808-ban Budán kiadott repertóriumában „Pcselich” néven szerepel. Nagy Lajos 1829-ben kiadott művében „Pcselich” néven 109 házzal, 38 katolikus és 625 ortodox vallású lakossal szerepel. Verőce vármegye Verőcei járásának része volt.
A településnek 1857-ben 682, 1910-ben 1.039 lakosa volt. 1910-ben a népszámlálás adatai szerint lakosságának 49%-a szerb, 31%-a horvát, 16%-a magyar anyanyelvű volt. Az I. világháború után 1918-ban az új szerb-horvát-szlovén állam, majd később (1929-ben) Jugoszlávia része lett. A II. világháború idején az üldöztetés elől elmenekült magyar lakosság helyére a háború után horvátok és szerbek érkeztek. 1991-ben 565 főnyi lakosságának 52%-a horvát, 35%-a szerb nemzetiségű volt. 2011-ben a településnek 407 lakosa volt.

## Lakossága
| Lakosság változása | Lakosság változása | Lakosság változása | Lakosság változása | Lakosság változása | Lakosság változása | Lakosság változása | Lakosság változása | Lakosság változása | Lakosság változása | Lakosság változása | Lakosság változása | Lakosság változása | Lakosság változása | Lakosság változása | Lakosság változása |
| ------------------ | ------------------ | ------------------ | ------------------ | ------------------ | ------------------ | ------------------ | ------------------ | ------------------ | ------------------ | ------------------ | ------------------ | ------------------ | ------------------ | ------------------ | ------------------ |
| 1857               | 1869               | 1880               | 1890               | 1900               | 1910               | 1921               | 1931               | 1948               | 1953               | 1961               | 1971               | 1981               | 1991               | 2001               | 2011               |
| 682                | 723                | 716                | 923                | 946                | 1.039              | 1.036              | 1.196              | 1.024              | 1.049              | 999                | 845                | 648                | 565                | 481                | 407                |

## Nevezetességei
- A Szentháromság tiszteletére szentelt római katolikus haraglába.
- A település déli részén a Dakino brdo nevű hegy északnyugatról délkeleti irányban a Pčelićről Pepelanára vezető út felé teraszosan lejtő oldalában az egykori téglagyár közelében kőkorszaki településre utaló leleteket találtak.[6] A terület régészeti feltárása még nem történt meg.
- A Dakino brdo lelőhely közelében a Medakuša lelőhelyen[7] egy másik kőkorszaki település nyomai találhatók számos kőkorszaki és újkőkori régészeti lelettel.

## Oktatás
Az iskolai tanítás 2008-ig az 1947-ben épített régi iskolaépületben folyt. Ebben egy osztályterem volt, ahol egyidejűleg több osztálynak történt a tanítás. Az új iskolaépületet 2010. szeptember 6-án adták át. Itt az elsőtől a negyedik osztályig alsó tagozatos oktatás folyik.